# Bernhard Döbbing
Bernhard Döbbing OFM, właśc. Josef Heinrich Maria Döbbing (ur. 8 lipca 1855 w Münsterze, zm. 14 marca 1916 w Rzymie) – niemiecki biskup katolicki, ordynariusz diecezji Nepi i Sutri w latach 1900–1916, franciszkanin.

## Biografia
Josef Döbbing urodził się w Münsterze w Nadrenii Północnej-Westfalii, w rodzinie szewca Heinricha i Josefine zd. Westermann 8 lipca 1855 roku. Do Zakonu Braci Mniejszych wstąpił w prowincji saksońskiej w Warendorfie w 1874 roku, przyjmując imię zakonne Bernhard. Jako nowicjusz musiał w dobie Kulturkampfu wyemigrować do Stanów Zjednoczonych. Po odbyciu studiów filozoficzno-teologicznych otrzymał święcenia kapłańskie w Cleveland 22 czerwca 1879 roku. W 1881 roku przybył do klasztoru w Quaracchi koło Florencji. Po 1883 zarządzał irlandzkim Instytutem św. Izydora w Rzymie oraz w Capranice. W 1892 założył niemiecki klasztor w Castel Sant’Elia we Włoszech. Pod jego kierownictwem odrestaurowano i rozbudowano sanktuarium pielgrzymkowe S. Maria ad Rupes, połączone z bazyliką w Castel Sant'Elia, a także odnowiono wspólnotę w Amaseno. Powołany na stolicę biskupią diecezji Nepi i Sutri w Królestwie Włoch 2 kwietnia 1900, został konsekrowany 22 kwietnia 1900 przez kard. Francesco Satolliego. Współkonsekratorami byli biskupi Casimiro Gennari i Amilcare Tonietti. Wywarł wpływ na reformę seminariów diecezjalnych w rejonie Wenecji i Florencji. Uczestniczył w przygotowaniu encykliki Singulari quadam Piusa X z 24 września 1912 roku. Po przystąpieniu Królestwa Włoch do wojny był napiętnowany za swoje niemieckie pochodzenie. 
Za episkopatu bpa Döbbinga do kościoła Franciszkanów w Panewnikach na Górnym Śląsku sprowadzone zostały relikwie świętych Romana i Ptolomeusza z Nepi w 1913 roku. Biskup Döbbing zmarł w Rzymie 14 marca 1916. Został pochowany na cmentarzu zakonnym w Castel Sant’Elia.

## Dzieła
- Statuta collegii S. Isidori, ff. hibernorum S. Francisci recollectorum de urbe. Typographia Pacis, Philippi Cuggiani 1885.
- De studio doctrinae scholasticorum, imprimis duorum Principium S. Thomae et S. Bonaventurae. 1886.
- Atti e statuti del Sinodo Diocesano Nepesino-Sutrino, Tipografia Vaticana, Roma 1908, OCLC 634884982.